# Conirostre bicolore
Conirostrum bicolor
Espèce
Statut de conservation UICN

 NT  : Quasi menacé
Le Conirostre bicolore (Conirostrum bicolor), également appelé Sucrier bicolore, est une espèce de passereaux de la famille des Thraupidae.

## Répartition et sous-espèces
- Conirostrum bicolor bicolor : le long de la côte nord et nord-est du continent sud-américain
- Conirostrum bicolor minor : le long de l'Amazone et ses affluents